# What You Want
"What You Want" é uma canção da banda de metal alternativo americana Evanescence. Foi lançado como o principal single do terceiro álbum homónimo da banda em 9 de agosto de 2011 através da gravadora Wind-up Records. A música foi escrita por Amy Lee, Terry Balsamo e Tim McCord e sendo produzido por Nick Raskulinecz. Lee descreveu "What You Want" como uma partida do som anterior da banda e disse que estava inspirada para escrever a música por várias experiências que ela teve com seus fãs. Musicalmente "What You Want" contém uma variedade de elementos musicais e uso de bateria, guitarras, sintetizadores e um piano. Liricamente, a música tem um tema liberdade como tema.
Após o lançamento, "What You Want" recebeu críticas positivas dos críticos de música que elogiaram sua instrumentação, o vocal de Lee e o refrão da música; Vários deles a alistaram como um destaque no álbum. A música alcançou o número 68 no US Billboard Hot 100 e alcançou maior sucesso em paradas componentes. Também alcançou o número 55 no Canadian Hot 100, liderou o UK Rock Chart e apareceu em oito paradas de diferentes países.
O videoclipe de "What You Want" foi filmado no Brooklyn, Nova York e foi dirigido por Meiert Avis. Mostra a banda tocando a música ao vivo em um pequeno armazém e Lee em vários locais. O vídeo recebeu uma resposta positiva dos críticos que em sua maioria, elogiaram as imagens. "What You Want" foi tocada ao vivo pela primeira vez na MTV e, mais tarde, no Jimmy Kimmel Live!. Foi adicionada à set-list definitiva da terceira turnê mundial da banda, Evanescence Tour (2011-2012).

## Antecedentes
"What You Want" foi escrita por Amy Lee, Terry Balsamo e Tim McCord na cidade de Nova York e a produção ficou por conta de Nick Raskulinecz. Durante uma entrevista para a MTV News em junho, Lee falou sobre a música dizendo: "[...] a música que eu acho é o primeiro single, é a música que envolve tudo. Tem um significado legal, muito boa, as letras estão naturalmente acontecendo, é pesado e é ótimo." Ela notou que a música era uma partida do material anterior da banda e reconheceu que eles queriam que o novo single fosse "mais do que Um sucesso".
Lee afirmou que a música foi inspirada e falou sobre seu relacionamento com os fãs da banda, e a constatação de que, após uma carreira musical consolidada, "é o que eu deveria fazer". Ela também explicou que o tema da música era a liberdade, dizendo que a letra da música dizia "Lembre-se de quem você realmente é" era "exatamente tudo o que você poder imaginar que isso significa". Outra inspiração para a música veio da vida de Lee: "Essa música é o que eu falo comigo mesma, por não ter medo e voltar a essa coisa de viver a vida que nasci para viver. Às vezes, é preciso muito para fazer isso. E eu a Amo muito, mas há sempre esse medo de se colocar no microscópio e se auto observar".
Falando sobre o som, Lee descreveu "What You Want" como "muito dançável" e seus próprios vocais como "divertidos e rápidos e que dão uma dinâmica legal [para a música]". Lee afirmou que o processo de gravação da música foi muito divertido para a banda, pois eles tinham um excesso de tempo. Ela disse que inicialmente a música foi concebida enquanto a banda estava apenas gravando uma demo, mas com o passar do tempo, progrediu e cresceu em algo mais. Ela escreveu um refrão para "What You Want" e tocou no piano. Lee revelou que ela estava inicialmente envergonhada quando apareceu com a letra e a melodia da música enquanto achava que os integrantes da banda achariam que ela estava parecendo Janet Jackson, devido ao refrão. Durante uma entrevista para a M Music & Musicians, Lee revelou que não teria gravado a música se tivesse sido trazida para ela antes da gravação do Evanescence, pois teria pensado que era "estúpida".

## Composição
"What You Want" é uma canção de metal alternativo, que contém uma variedade de elementos musicais, influenciados por vários gêneros musicais, como: rock industrial, pop gótico, nu metal, synthpop, eletropop e metal barroco junto com um "gancho" pop. Vários críticos observaram que alguns dos elementos góticos e metálicos eram proeminentes do álbum anterior da banda, principalmente devido à melodia canosa de suas músicas. Lewis Corner do site Digital Spy, observou que as cordas clássicas, presentes na música reforçaram as influências medievais da banda. Dane Prokofiev do PopMatters, comparou a música com os trabalhos do do Korn, enquanto Rick Florino, da Artistdirect, observou semelhanças com os trabalhos do Depeche Mode. A batida da música, foi descrita como dinâmica, "acelerada" e alta. À medida que a música progride, a melodia passa por "choques dramáticos" e crescentes.
"What You Want" se abre com bateria rápida e logo se move para um som acelerado de guitarra, acompanhado de sintetizadores. Ao longo da música, Lee usa um canto "pseudo-operístico" e "papoulo". Nas primeiras partes, ela canta: "Faça o que, o que você quiser/Se você sonha por algo melhor/Faça o que, o que você quiser/Até não querer mais (lembre-se de quem você é)". Esses sons são seguidos por uma guitarra e sonoridade de hard rock pesado que são notáveis por ser parte do som característico da banda. O refrão é instrumentalmente completo com címbalos quebrados, guitarras elétricas, piano e teclados, enquanto Lee canta: "Olá, olá, lembra de mim?/Sou tudo que você não pode controlar/Em algum lugar além da dor, Deve haver uma forma de acreditar que podemos nos libertar." No final da música, Lee canta o refrão "Lembre-se de quem você realmente é, Faça o que, o que você quiser", pois seus vocais são repetidos e eventualmente desaparecem. Laurie Tuffrey, da NME, resumiu a música como um "padrão pop-gótico, cheia de pausas rápidas de bateria, somnoridades de riffs e fusão de guitarras e um refrão cativante e simpático". Scott Shetler do Pop Crush descreveu a música como "Polida".
Vários críticos interpretaram a letra da música durante suas análises. Seu tema foi notado como sendo sobre a liberdade. Jason Lipshutz, do Billboard, disse que na música, Lee está "tentando convencer um parceiro romântico a não parar", a não cair para baixo, para baixo, para baixo "e ajudá-lo a encontrar um novo começo." O escritor Steve Beebee do Kerrang!, escreveu que Lee chega a uma conclusão de que "O amor o guiará de volta para casa". Falando sobre o conteúdo lírico da música, Laurie Tuffrey, do NME, opinou: "É bastante difícil contar o que é a música, com muitas referências para "o desconhecido" e "a dor", e isso confunde alternadamente entre sugerir que as pessoas fazem o que querem, se você tiver um sonho, faça o seu melhor no primeiro verso e no refrão final, decididamente mais assustador, onde Lee parece ter um ex-namorado, e volta apenas para lhes dizer "Olá, olá, sou só eu, assustando todos os seus planos".

## Lançamento
Em 22 de agosto de 2011, Lee foi ao Liberty Studios de Toronto, para escolher 5 músicas feitas para o Evanescence em uma seleção de trinta pessoas. "What You Want" foi uma das cinco músicas pré-escolhidas. Um trecho de "What You Want" estreou na MTV, em 11 de julho de 2011. Durante esse tempo, foi relatado que o novo single da banda seria lançado no início de agosto. Após a apresentação da banda na MTV, em 8 de agosto de 2011, a versão do álbum estreou no canal oficial da banda. A música foi lançada digitalmente em 9 de agosto de 2011, no iTunes Store, e em todos as outras lojas digitais em 16 de agosto. No Reino Unido, a música foi lançada em 21 de agosto e um CD single da música foi lançado em 9 de setembro de 2011 na Alemanha. A banda revelou durante uma entrevista que havia muitas músicas que eles planejavam lançar como o primeiro single do álbum, mas foi uma "escolha natural" em lançar "What You Want". Para promover o single, a banda fez parceria com os aplicativos SoundTracking e o GetGlue. Os fãs que gostassem da nova música do Evanescence, poderiam usar o aplicativo SoundTracking e compartilhá-la no Twitter, usando a hashtag #Evcomeback, poderiam participar de um sorteio para ganhar um álbum da banda. Se os fãs ouvissem uma música do Evanescence, usando o aplicativo GetGlue, eles automaticamente estariam participando de um sorteio para ganhar um adesivo exclusivo.
A música foi bem recebida pelos fãs da banda. Depois que James Montgomery da MTV News, mostrou alguns trechos da música, ele pediu aos fãs no Twitter para compartilhar suas opiniões sobre isso. De acordo com os tweets dos fãs, a nova música foi bem recebida pelo público. Kara Klenk, da mesma publicação, também confirmou a recepção positiva, acrescentando: "No mundo da música pesada, onde os artistas precisam se reinventar constantemente e liberar música, vídeos, aparências e passeios para manter seus fãs felizes e interessados, é raro uma banda para fazer um hiato de vários anos e voltar cheios de uma legião de fãs, que esperaram ansiosamente seu retorno".

## Recepção da critica
O critico Scott Shetler, do Pop Crush, descreveu a música como uma "faixa de rock forte, que lembra os fãs por que o grupo foi um dos artistas do gênero mais bem sucedidos da última década" e elogiou os "vocais fortes e bonitos" de Lee. James Montgomery da MTV News, elogiou a música dizendo que a ela "possui uma energia elástica, que estava bloqueada, e que fez o retorno ser perfeito sozinha, para uma banda que já passou por muito tempo, mas que tinha perdido a própria essência e os inspirou a continuar". Tom Goodwyn, da mesma publicação, escreveu:" Que a música possui uma grande batida de tamborim e tiros de riffs de guitarra, antes de dar lugar a um refrão poderoso, escrito com estádios da NFL em mente". Karen Bliss, da revista Rolling Stone, elogiou os vocais "assustadores" e "cristalinos" de Lee no "som de força industrial" de "What You Want". Nick Catucci da mesma publicação deu a canção três estrelas escrevendo: "Amy Lee canta suas angústias pelo desafio. Ainda assim, ela está quase invadida pela música, uma colisão de guitarras de duas toneladas, cordas e piano". Steven Hyden do The A.V. Club, escreveu: "Lee realmente pode cantar e gritar em "What You Want", mostra que ela tem os tubos (e até mesmo uma coragem submersa), para fazer a cantora da banda, se tornar a nova Pat Benatar que essa geração precisa desesperadamente". Rick Florino, do Artistdirect, deu a canção cinco de cinco estrelas, elogiando o refrão, como um dos melhores da carreira da banda, acrescentando que conseguiu fazer a música se tornar "instantaneamente inesquecível". Florino ainda chamou a música de "outro clássico do Evanescence", que "reviverá o rock novamente" e concluiu:

No coração deste épico, Lee retransmite outra história pessoal que impacta intensamente, especialmente quando a música se quebra durante o refrão e sua voz chega como nunca antes. Letras como "Em algum lugar além da dor deve haver uma maneira de acreditar", soam incríveis, enquanto Lee continua a hipnotizar na canção como em nenhuma outra cantora de rock ou pop jamais cantou, sobre esses assuntos.

Ao analisar Evanescence como um todo, Catucci da Rolling Stone, chamou a música de "uma linda agressão". Em outra revisão da mesma publicação, Matthew Perpetua escreveu que o "peso da canção é de todas, o menos pesado", antes de acrescentar que a banda "nunca pareceu tão dinâmica". Camille Dodero da mesma publicação, intitulou "What You Want", a música de "informal e grandiosa". Melissa Maerz, da Entertainment Weekly, deu à música uma classificação B e disse: "as guitarras de moagem da música, os tambores macios, as luvas de piano da princesa gótica e a raiva vocal poderosa, transmitem a ideia de 2007 novamente". Melinda Newman da HitFix, elogiou as letras do refrão, dizendo que deveria ter sido escolhida como a música tema do filme Contágio.
Robert Copsey, do Digital Spy, descreveu a música como uma "plataforma robusta de rock dramático, que inclui guitarras elétricas que são uma marca da banda, com coros melódicos". Em outra revisão, ele premiou a música com quatro estrelas de cinco, declarando "eletro, certamente não é, mas o resultado final ficou tão bom para dançar, pois estava preparada para mosh". Ele ainda elogiou o refrão e deu uma revisão mista sobre as letras e o título, dizendo "felizmente, as letras pareciam ter tido um toque exagerado de obscuridade, embora seja claro o trailer do terceiro álbum do grupo que eles "passaram uma noite ou duas acordados". Lewis Corner, da mesma publicação, concluiu:"What You Want "provou ... as sensações de rock melodiosas da banda, permanecem firmemente em tactas". Tamar Anitai da MTV, Theon Weber da Spin, Stephen Thomas Erlewine do Allmusic e Edna Gundersen, da USA Today, escolheram a música como um destaque do álbum. O Kyle Anderson do Entertainment Weekly também escolheu o single como destaque, descrevendo-o como "feroz". Mikael Wood, do Los Angeles Times, escreveu que "What You Want" monta seu riff central, com a eficiência de um trator." Marc Hirsh, do The Boston Globe, encontrou uma "jogada metálica fora do vocal da imperatriz e gata vocalista da banda", na música. Hirsh passou a chamar a música de uma "forte declaração", que anuncia o retorno da banda.

## Desempenho comercial
Na semana que começa em 20 de agosto de 2011, "What You Want" estreou no número 68, na parada da Billboard Hot 100, vendendo mais de 78,000 cópias de acordo com o SoundScan. A música também estreou no número 32 da Billboard Rock Songs tornando-se o seu "maior resultado" da semana, na mesma parada. Mais tarde, durante o lançamento digital do Evanescence, mudou-se do número 15, para o número 13. Ele estreou no número 35, na lista da Billboard Alternative Songs nos Estados Unidos, enquanto também atingiu o número 7 na Billboard Mainstream Rock Chart. A partir de novembro de 2011, vendeu mais de 112.000 downloads digitais. No Canadian Hot 100, "What You Want" estreou no número 55.
"What You Want" atingiu o número 30 no quadro da Billboard Brasil em 12 de agosto de 2011. Em 22 de agosto de 2011, a música estreou no German Singles Chart e atingiu o pico no número 84. Cartografou durante três semanas e deixou o gráfico em 2 de outubro de 2011. Em 3 de setembro, a música estreou no número um no UK Rock Chart, removendo o próprio single "My Immortal" (2003), do próprio Evanescence do primeiro lugar. Essa conquista ajudou a estreia da música no número 72, na principal parada de Singles do Reino Unido no mesmo dia. "What You Want" estreou no número 86 no rl na Austrália em 2 de abril de 2012. De acordo com o site oficial da ARIA Charts, a música estreou em abril, embora tenha sido lançado na Austrália em agosto de 2011.

## Vídeo musical

### Antecedentes e desenvolvimento

Cena do videoclipe de "What You Want".

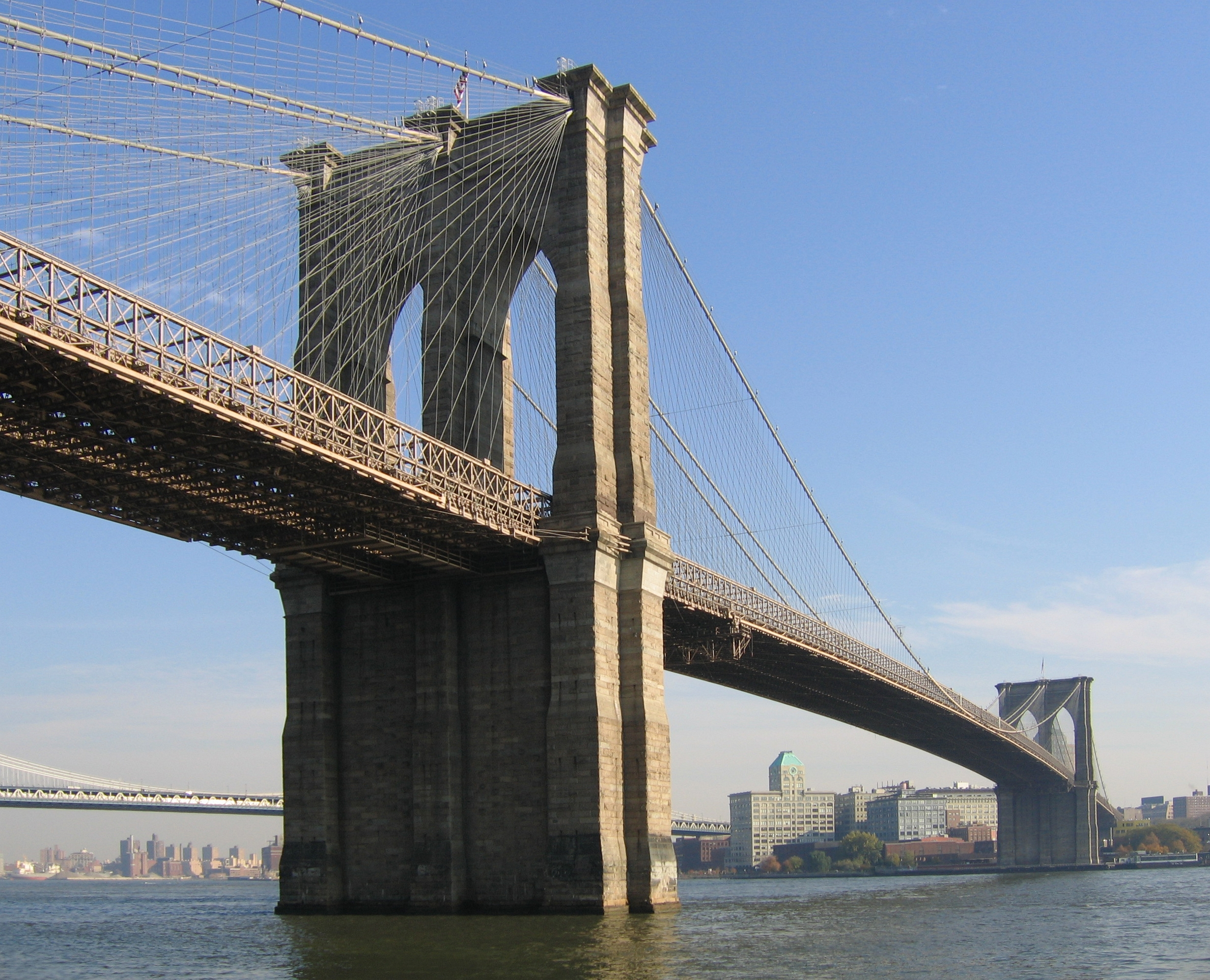
O videoclipe da música foi filmado no Brooklyn, Nova York e mostra várias cenas filmadas na ponte Brooklyn Bridge.

A filmagem do videoclipe de "What You Want" começou em 30 de julho de 2011, em um armazém no Brooklyn, Nova York, e foi dirigido por Meiert Avis. O vídeo apresentou aos fãs da banda que foram em uma multidão, a um concerto do Evanescence. Durante uma entrevista, Lee revelou que o videoclipe da música era um dos "melhores" vídeos da banda, acrescentando: "[...] isso é mais um vídeo pessoal. Nós fizemos muitos no passado que [foram] recheados de "fantasia", e este é em uma dimensão mais real. [...] Eu só queria fazer algo que realmente fosse mais pessoal, para representar esse momento. Obviamente, estou usando maquiagem pesada, o que não não está presente no meu dia a dia, eu quero ... me conectar com os fãs novamente. Todos nós colaboramos e sentimos falta deles. Muito desse registro é sobre eles, e é por isso que eles estarão aqui e estarão nisso também". Em uma entrevista para a MTV News, ela descreveu o conceito do vídeo:

Este vídeo é como a história da banda. Este clube [conjunto] está representando os shows antigos que costumávamos fazer no início, onde costumávamos tocar em um clube chamado Vino's em Little Rock Arkansas, nos remete aquela época, ao clube, onde estávamos todos sujos e suados. E, basicamente, também é [sobre] Nova York, onde eu estive [e] onde [o baixista] Tim McCord viveu nos últimos anos, desde que nós fomos embora. E é uma forma de fugirmos um pouco de Nova York e [...] voltarmos para as origens".

No entanto, antes da filmagem do vídeo, a banda ainda estava terminando o álbum e quando chegou a hora de gravar o vídeo, Lee não concebeu uma ideia sobre como ele deveria ser. Como ela sentiu que a música era diferente das demais da banda, Lee sabia que eles não queriam "fazer o mesmo de sempre, com coisas que envolvesse, coisas fantásticas e épicas". Lee perguntou a sua irmã Carrie se ela poderia ajudá-la, a criar algo para o conceito do vídeo. Sua irmã disse que eles deveriam filmar o vídeo para a música em Nova York e Lee concordou com a ideia: "Ela apenas começou a dizer coisas que estavam certa. Ela disse, que deveríamos sair um pouco de Nova York e que precisávamos fazer algo diferente, essa música parece diferente. E ela começou a falar sobre atravessar a ponte do Brooklyn e é onde eu moro, e fiquei assim, "Oh meu Deus, isso é ótimo". No entanto, a cena final do vídeo, foi filmada em Coney Island, ideia de Lee. A cena representou a banda voltando as origens e "indo para o desconhecido, entrando em um novo mundo".

### Sinopse
O vídeo começa com cenas de vários arranha-céus em Nova York, que são seguidos por cenas da banda tocando em um armazém, que foi convertido em um palco (semelhante ao bar Vino, onde a banda costumava tocar regularmente antes de se tornar popular). A multidão no show é vista cantando junto com a banda. O vídeo corta continuamente, para cenas onde a vocalista da banda, corre pelo Brooklyn com um vestido e uma maquiagem escura. Ela atravessa uma estação de trem, ruas e na ponte do Brooklyn. Durante o refrão da música, Lee atravessa a Ponte do Brooklyn e salta do outro lado, pousando de pé. No final do vídeo, a banda se encontra e anda até a praia onde eles caminham para o mar. A cena final mostra a banda andando no mar enquanto o vídeo termina.

### Lançamento e recepção
Um segundo trailer do videoclipe, foi lançado em 9 de setembro de 2011. O clipe da música foi oficialmente lançado on-line, em 13 de setembro de 2011 e foi disponibilizado para download digital no iTunes Store, no mesmo dia. James Montgomery da MTV News, disse que o vídeo foi uma partida para a banda, "evitando os mundos de fantasia sombrios que criaram nos vídeos anteriores, a favor de um bom realismo antiquado: o sangue, o suor e as lágrimas que não só os levaram ao topo, mas também alimentou o seu retorno atual". Mais tarde, ele acrescentou que o vídeo "lembra os dias de grande bilheteria do rock" e algumas "imagens de um show claustrofóbico e catártico". Ele chamou de "um verdadeiro clipe de uma banda, é habilmente autobiográfico e, talvez mais notavelmente, apresenta todos os Evanescence". Grady Smith, do Entertainment Weekly, chamou o vídeo de "pesado e gótico estilo head-banger" e acrescentou que as cenas de Lee caindo da ponte, eram semelhantes ao videoclipe de "Bring Me to Life" (2003).
Melinda Newman do site HitFix, comparou o vídeo com os filmes O Corvo (1994) e Run Lola Run (1998). Ela também elogiou a iluminação, as fotografias e o humor que, segundo ela, eram "a perfeição, especialmente as paisagens da cidade à noite e os olhares intensos nos rostos dos fãs, já que são enrubescidos por Lee. É um grande lance de orçamento, do tipo que não vemos mais isso." Jason Lipshutz, da revista Billboard, elogiou o vídeo por suas cenas "cristalinas" do concerto e cenas "nebulosas" de Lee, que atravessa Nova York. Uma revisão mais negativa do vídeo foi dada por Laurie Tuffrey, da NME, que chamou o vídeo de "sem inspiração". Ele ainda encontrou efeitos de CCTV e concluiu que Lee estava "procurando algum amor para infectar", enquanto atravessava as ruas do Brooklyn.

## Performances ao vivo
O Evanescence tocou a música pela primeira vez na MTV, em 8 de agosto de 2011, durante um especial chamada MTV First: Evanescence. Após a apresentação, a banda deu uma entrevista exclusiva para um site. Escrevendo para o site do canal, James Montgomery descreveu os vocais de Lee como "poderosos" durante a apresentação. Em 15 de outubro de 2011, Evanescence tocou a música durante a sua participação no Jimmy Kimmel Live!.
Mais tarde, eles adicionaram a música à set-list da terceira turnê mundial em apoio ao álbum Evanescence, intitulada Evanescence Tour. Ao rever um concerto da banda, Rick Florino, da Artistdirect, escreveu que Lee parecia "intocável e poderosa" durante o coro da música. Ele ainda elogiou o baixo de Tim McCord e o violão de Terry Balsamo, "voltando com Troy McLawhorn, à medida que as teatrais metálicas metódicas do Evanescene que hipnotizam". Ele concluiu que a música "provou ser um hino inegável ecoado, em toda a sala por cada canto presente na voz". Evanescence tocou a música durante seu show no festival Rock in Rio, em 2 de outubro de 2011.

## Lista de faixas
| Download digital |                 |         |  |
| N.º              | Título          | Duração |  |
| 1.               | "What You Want" | 3:40    |  |

| CD single |                                       |         |  |
| N.º       | Título                                | Duração |  |
| 1.        | "What You Want"                       | 3:40    |  |
| 2.        | "What You Want" (Elder Jepson Remix)" | 3:18    |  |

## Paradas musicais
| Chart (2011–12)                                  | Maior posição |
| ------------------------------------------------ | ------------- |
| Alemanha (Media Control Charts)                  | 84            |
| Austrália (ARIA Charts)                          | 86            |
| Brasil (Billboard)                               | 30            |
| Brasil (ABPD)                                    | 52            |
| Canadá (Canadian Hot 100)                        | 55            |
| Coreia do Sul (Gaon Chart)                       | 59            |
| Estados Unidos (Billboard Alternative Airplay)   | 14            |
| Estados Unidos (Billboard Hot 100)               | 68            |
| Estados Unidos (Billboard Mainstream Rock Songs) | 7             |
| Estados Unidos (Billboard Rock Songs)            | 11            |
| Japão (Japan Hot 100)                            | 52            |
| Reino Unido (UK Singles Chart)                   | 72            |
| Reino Unido (Official Charts Company)            | 1             |
| Venezuela Record Report (Top 100)                | 183           |

## Histórico de lançamento
| Formato        | Data                 |
| -------------- | -------------------- |
| Mundo          | 9 de Agosto de 2011  |
| Estados Unidos | 16 de Agosto de 2011 |